# Trichosteleum debettei
Trichosteleum debettei är en bladmossart som beskrevs av Kindberg 1891. Trichosteleum debettei ingår i släktet Trichosteleum och familjen Sematophyllaceae. Inga underarter finns listade i Catalogue of Life.